# John Hinckley Jr.
John Warnock Hinckley Jr. (ur. 29 maja 1955 w Ardmore w Oklahomie) – amerykański zamachowiec, który 30 marca 1981 roku oddał sześć strzałów z rewolweru Röhm RG-14 przed Hotelem Hilton w Waszyngtonie do ówczesnego prezydenta Stanów Zjednoczonych Ronalda Reagana. Oprócz prezydenta obrażenia odnieśli również James Brady (w wyniku tego strzału w głowę Brady stał się inwalidą), policjant oraz agent Secret Service.

## Życiorys
Jego ojcem był zamożny biznesmen z branży naftowej. John Hinckley wychował się w dostatku w Dallas. W chwili zamachu nie posiadał stałego zajęcia, a w trakcie dochodzenia okazało się, że żył w specyficznym, nierealnym świecie. Często czytał powieść Buszujący w zbożu J.D. Salingera i w pewnym momencie chciał zmienić sobie imię i nazwisko na Holden Caulfield, jakie nosił główny bohater książki. Odbywał częste podróże po kraju. Pierwotnie Hinckley usiłował zamordować prezydenta Jimmy’ego Cartera. Podążył za nim, gdy 9 października 1980 prezydent odwiedził Nashville w stanie Tennessee, lecz na lotnisku wykryto w jego bagażu trzy sztuki broni ręcznej i magazynki z amunicją. Mimo to nie został aresztowany, ani nawet objęty obserwacją. Jedynymi konsekwencjami, które poniósł, były konfiskata broni i zapłacenie niewielkiej grzywny za złamanie prawa stanowego.
Zamachowiec tłumaczył, że próba zabójstwa Reagana miała na celu zwrócenie uwagi aktorki Jodie Foster, którą wielbił. Chciał dać w ten sposób publiczny wyraz swej miłości do niej. Po raz pierwszy zobaczył ją w filmie Taksówkarz, w którym grała kilkunastoletnią prostytutkę o imieniu Iris. Hinckley identyfikował się z Travisem Bickle (bohaterem filmu) i Markiem Chapmanem (zabójcą Johna Lennona). Dwie godziny przed dokonaniem zamachu napisał list do Jodie Foster, który nie został wysłany, a znaleźli go później śledczy; było w nim napisane m.in. to, że dokonuje zamachu na Reagana, aby wywrzeć na niej wrażenie.
FBI oskarżyło Hinckleya o próbę zabójstwa głowy państwa i skierowało sprawę do sądu. Na procesie w 1982 ława przysięgłych, zgodnie z opinią biegłych, uznała go jednak za osobę niepoczytalną i skierowała do zamkniętego zakładu dla obłąkanych. Zdiagnozowano u niego depresję i zaburzenia osobowości. Wyrok wywołał zdumienie u amerykańskiej opinii publicznej. Hinckley przebywał w Szpitalu Psychiatrycznym św. Elżbiety. W wolnych chwilach pisał listy do amerykańskich przestępców – Teda Bundy’ego i Charlesa Millesa Mansona. Dostawał także listy od Lynette Fromme – niedoszłej zabójczyni Geralda Forda. 10 września 2016 został zwolniony z opieki psychiatrycznej i zamieszkał u 90-letniej matki w Williamsburgu.